# Lev Skrbenský z Hříště
Lev Skrbenský z Hříště , alemão : Leo Skrbenský von Hříště , também escrito Skrebensky (12 de junho de 1863, Hausdorf (agora parte de Bartošovice ), Morávia , Áustria-Hungria - 24 de dezembro de 1938, Dlouhá Loučka , Tchecoslováquia ) foi um proeminente cardeal no Igreja Católica durante o início do século XX.
De fundo incerto, mas, sem dúvida, rico (às vezes é acreditado que ele era um bastardo filho da Monarquia de Habsburgo ) [ carece de fontes? ] , Lev Skrbenský z Hříště foi educado no prestigioso Seminário de Olomouc e durante a década de 1880 trabalhou em um doutorado em direito canônico de a Pontifícia Universidade Gregoriana . Depois de ser ordenado em 1889, ele foi para o exército austro-húngaro e passou a década seguinte servindo como capelão do exército.
Ele deixou seus deveres militares em 1899, e o imperador Franz Joseph I da Áustria o escolheu como arcebispo de Praga . Dois anos depois, ele foi nomeado cardeal em 15 de abril de 1901, aos trinta e sete anos de idade.  Ele recebeu o chapéu vermelho em 9 de junho de 1902.  Ele participou dos conclaves de 1903 e 1914 , e em 1916 foi transferido para a prestigiada Sé de Olomouc , para a qual ele foi eleito pelo seu capítulo da catedral a pedido de o governo dos Habsburgos. Ele renunciou a este ver em 1920 por causa de sua saúde precária e não participou do conclave de 1922 .
Embora sua saúde permanecesse muito pobre, Skrbensky z Hriste viveu até 1938 e foi o último cardeal criado pelo Papa Leão XIII a morrer, sobrevivendo a Vincenzo Vannutelli por mais de oito anos.

## Link Externo
- record at Catholic Hierarchy [self-published]